# Philipp August Klein
Philipp August Klein (* 26. März 1788 in Alt-Gatersleben; † 26. Januar 1875 in Duisburg) war ein preußischer Generalmajor und Kommandeur der 7. Landwehr-Brigade.

## Leben

### Herkunft
Philipp war der Sohn des Predigers in Alt-Gatersleben Karl August Klein und dessen Ehefrau Christiane Elisabeth, geborene Türpen.

### Militärkarriere
Nach seinem Studium war Klein 1806 als Referendar bei der Regierung in Halberstadt tätig und trat nach dem verlorenen Vierten Koalitionskrieg in Westphälische Dienste. 1809 gehört er zu den westphälischen Truppen, die die Schwarze Schar des Herzogs von Braunschweig bei Nossen stellten. Bis 1812 avancierte Klein zum Kapitän und Brigadieradjutant. Als solcher nahm er 1812 am Russlandfeldzug teil. Er wurde in Schlachten bei Smolensk und Borodino verwundet, kämpfte bei Mir, Krasnoje und an der Beresina.
Nach seiner Rückkehr wechselte Klein am 6. November 1813 als Kapitän in preußische Dienste. Er wurde im Minden-Ravensbergischen Landwehr-Infanterie-Regiment (2. Westfälische Landwehr-Regiment) angestellt und mit der Führung eines Bataillons beauftragt. Mit dem Regiment nahm er während der Befreiungskriege 1814/15 an den Blockaden von Antwerpen und Venlo sowie der Schlacht bei Laon teil, bevor er im Gefecht bei Charleroi verwundet wurde.
Nach dem Krieg wurde Klein am 18. März 1816 dem 23. Infanterie-Regiment aggregiert und am 27. September 1821 in das 16. Infanterie-Regiment versetzt. Von 1826 bis 1827 war er zum Lehr-Infanterie-Bataillon kommandiert. Am 30. März 1829 wurde er zum Major befördert und als Kommandeur in das Landwehr-Bataillon des 36. Infanterie-Regiments nach Essen versetzt. Am 30. März 1838 folgte seine Versetzung in das 13. Infanterie-Regiment sowie am 10. April 1840 die Beförderung zum Oberstleutnant. Man beauftragte ihn dann am 24. März 1841 mit der Führung dieses Verbandes und ernannte Klein am 15. Januar 1842 zum Regimentskommandeur. Am 7. April 1842 wurde er zum Oberst befördert und am 12. September 1842 mit dem Roten Adlerorden IV. Klasse ausgezeichnet. Am 27. März 1847 wurde er dann Kommandeur der 7. Landwehr-Brigade und am 13. April 1847 dem 13. Infanterie-Regiment aggregiert. Klein wurde noch am 10. Mai 1848 zum Generalmajor befördert, bevor er am 24. Juni 1848 seinen Abschied mit Pension erhielt. Am 27. Mai 1858 wurde er mit Pension zur Disposition gestellt. Er starb am 26. Januar 1875 in Duisburg.

### Familie
Klein heiratete am 21. Oktober 1817 in Duisburg Katharina Henriette Carstanjen (1793–1873).